# Сельское поселение Семёновка
Сельское поселение Семёновка — муниципальное образование в Нефтегорском районе Самарской области.
Административный центр — село Семёновка.

## Административное устройство
В состав сельского поселения Семёновка входят:
- село Семёновка,
- посёлок Новая Жизнь.